# 삼국 시대
삼국 시대(三國時代)는 기원전 1세기부터 7세기까지 고구려, 백제, 신라 삼국이 남만주와 한반도 일대에서 중앙집권적 국가로 발전한 시기를 일컫는다. 신라와 당나라 연합군에 의해 백제(660년), 고구려(668년) 차례로 멸망하면서 한반도 중남부에는 통일신라 북부에는 발해가 들어서 남북국 시대로 넘어간다. 각국의 전성기로 평가되는 시기는 백제 4세기, 고구려 5세기, 신라 6세기 순이다.
일부 사학자들은 실질적으로 삼국이 정립되어 삼국 시대가 전개된 것은 고구려, 백제의 기원인 부여가 멸망하고(494년), 또, 가야가 멸망한 562년 이후부터 신라가 백제를 정복한 660년까지 약 100년 동안의 기간 뿐이므로 부여, 가야를 포함하여 오국 시대 혹은 사국 시대라는 용어를 사용하기도 한다.

## 역사

### 삼국시대
정사 《삼국사기》에 따르면, 신라가 기원전 57년 가장 먼저 건국되었고, 뒤이어 고구려가 기원전 37년에, 마지막으로 백제가 기원전 18년 건국된 것으로 나타난다. 하지만 고고학적인 자료와 실제 건국연도가 맞는 고구려와 달리, 백제와 신라의 경우에는 고고학적으로 이보다 약 200년 늦은 2세기 중후반 정도에 건국된것으로 드러나기 때문에 삼국사기의 기록의 연대를 수정해 건국 연대를 내려야 한다는 설이 어느 정도 지지를 얻고 있다.
일반적으로 서기 4세기경부터 7세기 중반까지를 삼국시대로 분류한다. 서기 2~3세기 무렵에는 만주는 부여, 한반도 북부는 낙랑군, 한반도 남부는 목지국이 패권을 차지하고 있었고, 고구려는 낙랑군과 부여에 도전하면서 상당한 영토를 차지했으나, 아직 이들의 세를 넘기에는 실력이 부족했었고, 백제와 신라는 목지국의 통제를 받는, 제후국에 머물러있었다. 그러나 3세기 중엽에는 기리영 전투의 패전으로 목지국의 패권이 흔들리기 시작하면서 백제와 신미국, 신라, 가야가 자립하였다. 이후 백제는 3세기 중후반부터 근초고왕기때까지 목지국과 신미국을 복속시키며 마한을 통일하고, 신라 역시 진한을 통일시켰으며, 가야의 경우에는 확고히 통일하는 왕조가 나오지 않았지만 초기에는 금관가야가 주도권을 쥐었다. 또한 고구려는 부여가 흉노에 의해 쇠락하고, 서진이 팔왕의 난으로 혼란에 빠진 틈을 타 낙랑과 대방을 편입시키고 부여를 사실상의 속국으로 만들며, 한반도 북부와 만주의 패권을 차지하는데 성공, 이른바 삼국시대를 열었다. 다만 이 시기에도 경상남도와 전라도 동부는 가야 계통의 나라들이 만만치않은 세를 과시하며 존속했었으며, 이중에서 대가야는 한때 신라와 맞먹을 정도로 세를 갖추었었다. 한반도에 다른 소국 없이 삼국만 있던 시기는 가야 제국(諸國)들이 신라에 병합된 562년부터 백제가 멸망하는 660년까지, 고작 98년에 불과하다. 그나마 가야가 완전히 소멸한 뒤에도 한반도 외부 지역이면서 한국사의 영역이라고 보는 탐라국 등 곁가지격인 소국가들 몇몇은 계속 반독립적으로 있었다. 서기 4세기 이전에는 3세기 중엽을 묘사하는 《정사 삼국지》 위서 동이전에서 한반도 중부 이남에 78개국이 존재했다고 설명한다. 이 당시에는 목지국이 한반도 남부의 패권을 차지하고 있었으나, 중앙집권화되지는 않아, 주나라, 신성 로마 제국처럼 비슷하게 휘하의 소국들을 제후국으로 두었었다. 
이 외 옥저, 예, 부여 등 한국사를 설명할 때 함께 설명되는 국가들이 여전히 존재했다. 게다가 한사군의 잔재, 최후의 낙랑군, 대방군이 망한 것은 4세기 초인 미천왕 때였고 그나마도 평안도/황해도 지역이 고고학적으로 완벽히 고구려화되는 시기는 장수왕의 평양 천도 이후이다. 서기 1세기~3세기경에는 만주는 부여, 한반도 북부는 한 군현, 한반도 남부는 목지국이 힘을 강하게 발휘하였다. 이 당시 고구려는 옥저와 동에를 공략하였고, 때때로 부여와 한군현과 충돌하여 만만치 않은 국력을 지녔으나, 아직 한 군현과 부여의 국력를 넘지 못했고, 백제와 신라는 목지국에게 조공을 보내는 제후국이었다.
따라서 '삼국시대'로 칭할 수 있는 시기는 아무리 일러도 4세기 이후이며, 국정 국사 교과서에서는 위서 동이전의 국가들을 삼국시대 이전 국가들로 배치하고 있기도 하다. 한편으론 고구려, 백제, 신라 단락에서 태조왕, 고국천왕, 동천왕, 고이왕 등을 넣어두기도 했다. 학계에서는 따라서 대략 3세기까지는 고구려, 백제, 신라가 패권을 차지하기 이전에 부여, 한군현, 목지국의 세가 강했던 시대는 원삼국시대라는 용어를 통해 삼국시대에서 배제하는 편이다.
실질적으로 각국이 주변 일대 패권을 확립한 것은 원삼국시대때 영향력을 강하게 발휘했던 부여와 목지국, 한 군현이 쇠락하거나 멸망, 축출된 4세기의 일이었다. 그리고 삼국이 세를 확장한 뒤로도 한반도 남부의 가야도 6세기 초중엽까지는 존속해있기 때문에 엄연한 의미에서 삼국시대로 통칭할 수 있는 시기는 100여 년 정도이다. 그래서 사국시대 같은 용어를 미는 경우도 간혹 보이는데, 해당 문서에 설명되어있지만 사국시대라는 용어도 허점이 많아 삼국시대 용어보다 더욱 적합한 표현이라기엔 애매하다. 가야가 중앙집권 국가로 발전을 완료했다면 사국시대로 명명되었을 수도 있었겠지만, 그 전에 멸망했다. 연맹 체제라는 설명도 있는데 그렇게 보면 백제, 신라 또한 연맹 체제였던 기간은 가야 못지 않다. 백제는 적어도 4세기 중반까지, 신라는 5세기 후반까지 연맹체제였다. 가야가 6세기 중반에 멸망했음을 고려하면 신라와 백제도 상당히 긴 기간동안 연맹 체제였음을 알 수 있다. 차이는 영도국의 국력이 다른 거수국들을 압도했는가 안 했는가밖에 없다. 때문에 최근에는 가야 연맹설은 부정되는 게 통설이다. 가야 연맹 안에 리더십이 있는 거수국이 하나가 아닌 여럿이었던 게 그 이유이다.
마한은 영도국이 교체되었을 망정 유력한 영도국은 늘 하나였고(건마국 → 목지국 → 백제국), 진한은 아예 말할 필요가 없는 반면, 가야는 대부분 복수였다. 가야 극초기인 1~2세기에는 금관국, 고자국, 안라국, 독로국 사두 체제였고, 3세기 초 포상팔국의 난으로 고자국과 독로국이 쇠퇴한 이후 금관국, 안라국, 반파국 삼두 체제였다. 4세기 말 고구려 광개토대왕에게 금관국이 참패한 후 리더십을 상실한 다음, 5세기 나제동맹 VS 고구려 시절 전성기를 누린 후기에는 반로국, 안라국, 고자국 삼두 체제였다. 물론 전기에는 금관국, 후기에는 반로국이 가장 유력했던 건 맞지만, 충청도 북부 목지국 잔여 연합, 침미다례나 훗날 엉뚱하게 가야 연맹으로 넘어가버리는 전라도 동부 일대 소국들을 내내 일방적으로 혼자서 찍어누른 백제국, 진한 내 소국들을 각개격파하며 기선제압한 사로국과는 달리, 금관국과 반로국은 안라, 고자국 등에게 그렇게 고압적인 자세로 나가지 못하였다.

### 삼국의 정립

#### 고구려
한족과의 투쟁 과정 속에서 점차 세력을 확대한 고구려는 유리왕 때에 이르러 전한의 뒤를 이어 일어난 신나라와 충돌할 정도로 그 세력이 성장하였다. 이어 태조왕 때부터는 강력한 대외 발전을 꾀하여 옥저를 복속시키고 요동군과 현도군을 자주 공격하였다. 또 고구려는 요하 지역을 차지하고 있던 공손씨를 축출하고, 중국이 삼국의 대치로 혼란에 빠진 틈을 타 위나라를 공격하는 등 정복 국가로서의 면모를 과시하며 집권 체제를 가다듬었다.
이후 고국천왕 대에 이르러 을파소 등의 유능한 대신이 등장하고, 진대법 등을 통해 내정의 안정을 꾀하였지만, 고국천왕 사후에 고발기를 비롯한 고국천왕의 형제들 간에 일어난 싸움으로 혼란이 일어나기도 하였다. 그러나 발기의 난에서 고발기를 진압하고 왕이 된 산상왕에 이어 동천왕이 즉위하면서부터는 다시 대륙과의 관계를 다양하게 전개, 위나라에는 능동적으로 대처하고 신라를 지속적으로 침범하였다.
이러한 정복전쟁 결과 고구려는 막대한 토지와 인간을 점유하였고, 왕실을 고정하고 부자상속을 확립하였으며, 또 5부를 개편하는 등 국가체제의 정비를 꾀하여 4세기에는 율령제가 갖추어진 고대 국가로서 발전하였다.

#### 신라와가야
지금의 경주를 중심으로 성장한 사로국은 중국의 금속 문화와 접촉할 기회가 적어서 고구려·백제보다 사회 발전이 늦었다. 그러나 점차적으로 동부 해안에서 정착해 온 석씨와 연합하여 연맹체를 이루어 갔다. 그리하여 탈해 이사금 때는 국호를 계림(鷄林)으로 고치고, 6촌을 개편하여 6부의 행정 구역으로 하였다. 이 시대에는 부족장의 칭호도 군장이라는 의미로 해석되는 ‘거서간’에서 무당 또는 제사장을 의미하는 ‘차차웅(次次雄)’으로, 그리고 다시 부족장 권한의 ‘계승자’라는 의미의 ‘이사금(尼師今)’으로 변했다. 그 후 미추왕의 즉위를 기점으로 김알지의 후손 김씨가 왕위를 차지하였다.
한편 금속문화의 전파가 늦었던 변한의 여러 부족 국가들도 3세기 이후에는 가야라는 연맹체를 형성하기 시작했다.

#### 백제
백제의 경우 고구려 계통에서 시작했을 것이라고 추측된다. 고구려에서 도주한 온조 집단이 처음에 정착한 곳은 미추홀과 위례성이었고, 비류가 자살하면서 위례로 합쳐졌다. 고조선 멸망 후부터 파상적으로 피난해 온조왕·초고왕의 재위 기간을 거치는 동안 토착 부족 세력을 결합하면서 점차
낙랑·대방의 침략을 받은 한강 유역의 부족 국가들은 이에 대항하기 위하여, 보다 큰 연맹체가 요구되자 백제를 맹주로 공고히 단결함으로써 백제는 부족국가로 성장할 수 있었다.

### 삼국의 발전
대륙에서 후한(後漢)이 망하고 위(魏)·촉(蜀)·오(吳)의 세 나라가 각축을 벌이는 가운데, 반도에 대한 영향력이 점차 감소되고 있던 4세기에서 6세기에 이르는 시기에 삼국은 정치적으로 큰 발전을 이룩하였다. 그 중 하나는 고대 국가로의 발돋움을 위한 체제 정비이고, 다른 하나는 정복 국가로의 변모다.
한국의 고대 국가 체제 정비는 부족 국가 체제의 약화에서 시작되었다. 원래 부족장의 권한이 강대한 상태에서는 지방 분권적인 사회 조직이 유지될 뿐 강력한 왕권이 존재할 수 없었다. 부족 연맹 사회의 우두머리라 할 부족 연맹장으로서의 왕도 각 부족장의 통치권을 인정한 바탕 위에서 성립된 것이기 때문에 강력한 전제 왕권의 행사가 불가능하였다. 따라서 왕권의 세습이나 왕권의 부자상속 같은 것도 기대할 수 없었고, 다만 선거로써 왕좌(王座)가 변동되었다. 부여에서 가뭄과 장마의 책임을 왕에게 돌려 왕을 폐위하거나 죽인 사례나 고구려의 오부(五部) 사이에서 왕권의 이동이 있었던 사실, 신라의 세 성(박·석·김)이 왕위를 번갈아 이어받았던 것은 이러한 것을 잘 말해준다. 
그러나 부족 연맹장의 세력은 점차 증대되고 부족장의 권한은 점차 약화되었을 뿐만 아니라, 지방의 부족장을 중앙으로 끌어올려 적당한 지위를 주어 귀족으로 편제시켰다. 신라의 골품제에서 나타난 진골을 비롯한 각 두품이나 17개의 관등, 또 고구려와 백제에서의 관등의 성립 등은 이러한 것을 잘 말해주고 있다. 이를 통해 단순한 부족 연맹의 군장이었던 왕은 종래의 부족장이 선출하던 연약한 왕권의 소유자에서 부자 상속이 가능한 절대적인 군주로 군림할 수 있었다.
또 하나, 고대 왕권의 구축과 고대 국가 체제의 정비에는 제도적인 면에 앞서서 사상 통일이 요청되었다. 과거의 지방 분권적이고 부족적인 사상 체계를 고대 국가적인 사상 체계로 승화시키는 데에는 보다 포괄적이고 고차원적인 이념과 윤리 강령이 필요하였다. 한국의 고대에서 고구려 (372년), 백제 (384년), 신라 (527년)가 각각 불교를 수입, 혹은 공인하는 것이 바로 이 시기였다는 것은 불교가 고대 국가 체제의 정비에서 관념 체계적인 역할을 감당했다는 것을 의미한다.
고구려에서 고대 국가 체제를 정비한 소수림왕과 고국양왕의 뒤를 이어 즉위한 광개토왕과 장수왕이 요동에서 한강 유역에 이르는 광활한 영토를 정복할 수 있었던 것과 신라에서 불교를 공인한 법흥왕의 뒤를 이어 즉위한 진흥왕이 한강 유역을 탈환한 것 등, 이러한 삼국의 정복 군주의 등장은 대륙으로의 진출 뿐만이 아니라 삼국의 판도 또한 크게 바꾸는 계기가 되었다.
고구려의 광개토왕은 북으로 만주 일대를 공략하여 영토를 넓혔을 뿐만 아니라 남으로 백제와의 대결에서 크게 이겼으며, 백제와 결탁하고 있던 왜의 세력을 꺾기도 하였다. 뒤이은 장수왕도 영토 확장에 노력하였는데, 이를 위해 장수왕은 수도를 평양으로 이전하였다. 이러한 평양 천도 등 일련의 남진 정책으로 고구려에 대항하기 위한 신라·백제 간의 동맹 관계가 성립되었고, 120여 년간의 나제 동맹 유지는 삼국의 역사에서 가장 뒤늦게 발전한 신라로 하여금 자체의 역량을 배양하여 후일 삼국 통일의 기틀을 마련하는 데 충분한 시간을 주었다.
신라가 자체 정비를 서둘러 정복 체제를 갖춘 것은 법흥대왕대를 거쳐서 진흥대왕대에 이르러서이며, 당시에는 고구려가 광개토왕과 장수왕의 양 대에 걸친 정복 전쟁으로 많은 힘을 소모한 때였다. 신라는 백제와 동맹하여 고구려의 치하에 있던 한강 유역을 빼앗고 동북쪽으로 진격하여 지금의 강원도와 함경남도 일대까지 점령하였을 뿐 아니라 나제 동맹을 깨고 백제가 정복한 한강 하류 지역마저 도로 빼앗아 버렸다. 나제 동맹을 깨고 백제가 가지고 있던 한강 유역까지 탈취한 신라는 한강 유역의 비옥한 토지와 서해안을 통한 당나라 등 중국 왕조들과의 접촉, 고구려와 백제의 국경을 차단하는 것이라는 세 마리 토끼를 잡았고, 내부로는 불교를 공인하고 화랑을 양성함으로써 삼국 통일의 기반을 마련하였다.
신라의 법흥대왕·진흥대왕의 양 대에 걸친 가야 정복은 신라의 낙동강 서부 진출 정책이 성공하였다는 것을 의미한다. 오랫동안 신라·백제 및 왜의 세력 각축장이었던 가야가 신라에 정복됨으로써, 왜와 백제 세력이 이곳에서 축출되었을 뿐 아니라 이들과의 대결에서 신라는 유리한 고지를 점령하였기 때문이다. 신라가 한반도의 새로운 강국으로 성장하여 세력권 형성에 큰 변화를 가져오게 하였다. 따라서 한반도는 과거의 고구려와 신라·백제의 대립이 아니라 신라 대 고구려·백제의 대립 양상으로 정세가 크게 변했고, 이러한 외교 관계에 중국과 일본이 가담하여 동아시아의 형세는 수·당 - 신라의 동서 세력과 돌궐 - 고구려 - 백제 - 왜의 남북 세력으로 양분시키게 되었다.
이 시기에 주목해야 할 문화적 사실은 불교와 유교의 도입이다. 불교는 고대 국가의 사상 통일에 기여하였다는 것과 또 대규모 정복 전쟁에서 높은 사기를 발휘할 수 있게 하였다는 점에서, 또 유교는 고대 국가의 집권적인 왕권에 효율적인 제도의 운용과 그 사상적 바탕을 제공하였다는 점에서 그러하다. 그뿐만 아니라 이 시기에 한반도에 소를 활용한 우경법(牛耕法)이 도입되어 한반도의 세 나라는 효율적인 양식(糧食)의 증대가 용이해졌고, 우경법은 삼국 시대 이후에도 한반도의 농사에 있어서 큰 영향을 미치게 된다. 

### 신라의 삼국통일
한반도에서 정치적·문화적으로 7세기에서 8세기에 걸치는 기간은 커다란 변화와 발전을 본 시기였다. 이 시기에는 정치적으로는 신라의 삼국 통일이 있었고, 문화적으로는 불교문화의 전성기를 맞이하였던 것이다.
신라의 통일에 앞서 삼국은 서로 정치적·군사적으로 갈등이 있었고, 그 위에 중국 대륙에서는 수세기 이래 다시 천하를 통일한 수나라가 대두하여 한반도를 침략했다. 그러나 고구려는 잘 싸워 이를 물리쳤고, 사비(泗批)로 천도한 백제도 고지(故地) 회복에 힘써 한때 큰 뜻을 펴 나가기도 하였다. 그러나 신라는 안으로 불교를 통한 정신적 통일을 꾀하는 한편, 화랑 제도를 발전시켜 군사적 일면을 담당케 하였고, 대외적으로는 수에 대신하여 일어난 당과의 연합으로 먼저 백제를 쳤으며(660년), 다음으로 고구려를 멸망시켰다(668년).
당시 고구려와 백제는 서로 연합해야만 신라에 맞설 수 있었고, 지리적 위치 또한 신라에게 둘러싸여져 있었다. 신라가 이들을 정복하기 직전, 고구려는 수차에 걸친 수·당의 침략을 받았고, 백제는 군사를 총동원하여 신라에게 빼앗긴 옛 영토를 공격하고 있었다. 
그러나 고구려는 권력층의 세력 분쟁과 민심 이반으로 국력이 크게 약해졌고, 백제는 의자왕의 실정과 귀족간의 권력 쟁탈전으로 결국 민심이 이반되었다. 
신라가 이들을 정복하여, 드디어 한민족의 통일을 가져왔으나 당과의 연합 세력에 의한 군사적 승리 뒤에는 적지 않은 난관이 뒤따랐다. 당은 당대로 백제의 고지에 5도독부(五都督部)를 두었고, 고구려의 고지에는 9도독부(九都督部)를 두었으며, 이를 다시 42주(州)로 나누었다. 이것은 당이 두 나라의 영토를 자기의 속령으로 만들고자 하는 속셈이었고, 신라는 이러한 당의 계획을 분쇄해야 했다. 이 투쟁은 문무대왕 16년(676년) 고구려가 망한 지 8년이 지나서야 성공하여 신라는 대체로 대동강과 원산만을 연결하는 선 이남의 영토를 차지했고, 당은 평양에 설치, 신라까지도 포함하여 지배하려 한 안동도호부(安東都護府)를 철거하게 되었다.
나당 전쟁에서 최종적으로 승리함으로써 신라는 한반도 최초로 통일 왕국을 이뤄내었다.

## 고구려
고구려는 기원전 37년에서 서기 668년까지 한반도 북부와 만주 일대를 지배한 고대 국가이다. 고구려는 기원전 37년 주몽이 이끄는 부여족의 한 갈래가 압록강 지류인 동가강(佟佳江) 유역에 건국함으로써 성립되었다. 고구려는 초기부터 한족(漢族)과의 투쟁 과정을 통해 강대해졌다. 1세기 태조왕 대에 들어서 고구려는 중앙집권국가의 기틀을 마련하였다. 또한 태조왕은 동예와 옥저를 복속시키고, 낙랑군과 현도군은 압박하여 영토를 넓혔다. 고국천왕은 왕위의 부자상속제를 마련하였고, 5부의 행정구역을 설정하는 등 체제 정비를 단행하여 왕권이 보다 강화되었다.
미천왕은 서안평을 확보하고, 낙랑군과 대방군을 정복하여 한반도에서 한사군의 세력을 완전히 몰아내 고조선의 옛 땅을 회복하였다. 고구려는 고국원왕때 백제와 전연의 공격으로 일시적인 국가적 위기를 겪었으나, 소수림왕 대에 들어서 고구려는 태학(太學)을 설립하고 불교를 국가적으로 공인하였으며, 율령을 제정함으로써 중앙집권국가를 완성시키고 다시 나라를 정비하였다.
5세기, 고구려는 전성기를 맞이하게 되는데, 광개토왕은 백제의 수도인 한성(漢城)을 침공하여 남쪽 영토를 임진강과 한강까지 확장시켰고, 신라의 내물왕을 원조하여 왜구를 격퇴하였다. 또한 북으로 후연을 쳐서 요동을 완전히 차지하고, 아울러 요서 지방의 일부까지 진출하였다. 광개토왕은 숙신과 동부여를 복속시켜 만주와 한반도에서 우월한 위치를 확보하였다.
그의 아들인 장수왕은 중국의 남북조와 통교하였고, 유연(柔然) 등 새외(塞外) 민족과도 통교하면서 외교관계를 확대하여 중국을 견제하였다. 427년 남하정책의 일환으로 수도를 평양으로 천도하여 중앙 집권적 정치기구를 정비하였다. 475년 고구려는 백제의 한성을 침공하여 함락하고 개로왕을 죽여 고국원왕의 한을 풀고 남쪽의 아산만(牙山灣)까지 지배하였다. 이때 백제는 수도를 웅진으로 옮겼고, 함께 공격당한 신라는 죽령(竹嶺) 이북의 땅을 잃었다.

### 후기
6세기 중반에 들어서 내우 외환에 시달리던 고구려는 국력이 크게 쇠약해졌다. 신라의 진흥왕은 나제동맹(羅濟同盟)을 깨고 고구려에게서 빼앗은 한강 유역을 독차지 하였으며, 지금의 함경도 지역 일부에까지 진출해 고구려를 압박하였다.
고구려는 이어 북중국의 북제(北齊)의 군사적인 압력과, 유연(柔然)을 격파하고 등장한 몽골 고원의 신흥 유목민 국가인 돌궐(突厥)의 적극적인 공세에 직면하게 되었다. 이러한 안팎의 위기를 맞아, 고구려의 귀족들은 대내적으로는 그들간의 분쟁을 수습하고 귀족 연립 정권 체제를 성립시켰다. 이는 각기 수하병(手下兵)을 거느린 귀족들이 실권자의 직위인 대대로(大對盧)를 그들 사이에서 3년마다 선임하고 주요 국사는 소수의 귀족들로 구성된 합좌 회의(合坐會議)에서 결정하는 형태로, 이후 고구려 말기까지 이러한 귀족 과두 체제의 기본적인 틀이 유지되었다. 대외적으로는 한강 유역과 함흥평야 지역을 신라에 넘겨주고 양국이 화평하게 지낸다는 내용으로 신라와 밀약을 맺어 남부 국경선의 안정을 취한 뒤, 서북부 방면의 위협에 대처하는 데 주력하는 방책을 사용하였다.
이에 신라는 553년 동맹국이었던 백제를 기습적으로 공격하여 한강 하류 지역을 차지하였다. 격분한 백제의 성왕은 이듬해 백제군과 가야군 및 1천 명의 왜군을 포함한 3만 명의 군대를 동원해 신라에 대한 반격전에 나섰으나 대패하고, 이 전투에서 백제 성왕이 전사하였다. 이때 백제와 연합해 신라와 싸운 가야군은 대가야(大加倻)가 중심이 된 군대였다.
가야는 낙동강 유역과 남해안 일대에 있었던 여러 작은 나라의 총칭이다. 가야는 철이 많이 생산되고, 한반도의 서북부 지역과 일본 열도를 연결하는 해상 무역로의 중간 지점에 있어서, 일찍부터 문물이 발달하였다. 그러나 4세기 후반 이후 백제와 신라의 세력이 뻗쳐왔고, 고구려도 한때 영향력을 행사했으며, 왜도 개입하게 되어, 가야는 동북아 지역의 주요 분쟁지가 되었다.
그런 가운데 가야의 여러 소국 중 낙동강 하구 지역에 있었던 금관가야(金官加耶)가 두각을 나타내어 이 지역의 대표적인 세력이 되었다. 이 금관가야는 5세기 초 고구려 광개토왕(廣開土王)의 낙동강 유역 원정 이후 크게 쇠약해져, 6세기 초 신라에 병합되었다. 이후 신라가 낙동강 서쪽 지역으로 세력을 확대해나가자, 가야의 소국들은 백제나 왜와 연합하여 대응하였고, 고령(高靈)의 대가야가 이 지역의 중심국이 되었다. 그런데 대가야가 554년의 전투에 패배한 후 얼마 안 있어 신라에 병탄되고, 소백산맥 동쪽의 가야지역은 신라의 영역이 되어, 가야는 완전 소멸하였다.
589년 중국에 새로 들어선 수나라는 고구려를 4차례에 걸쳐 침공하였다. 고구려-수 전쟁에서 고구려는 612년 을지문덕이 이끈 살수 대첩과 같은 중요한 전투에서 승리함으로써 수나라의 침공을 막아낼 수 있었다. 이 전쟁은 수나라의 멸망의 요인 중 하나가 되었다. 곧이어 중국을 통일한 당나라의 태종은 연개소문의 대당강경책을 구실로 고구려를 침입하여 요동성 등을 함락시키는 성과를 거두기도 했으나 안시성에서 성주 양만춘(楊萬春 혹은 梁萬春)에게 대패하였다.
이처럼 고구려는 중국 세력의 공격을 성공적으로 막아냈으나, 공격을 받으며 국력이 쇠퇴해갔다. 특히 연개소문 사후 지배층이 분열되어 정치 상황이 어지러웠고 민심이 혼란해져 있었다.
668년, 나당연합군은 혼란해진 고구려를 공격하여 수도인 평양을 차지하고 고구려를 멸망시켰다. 당나라는 고구려의 옛 땅에 안동도호부를 설치하였고, 고구려 영토의 일부는 신라로 들어갔다. 그러나 고구려의 공백은 후일 그 계승국인 발해로 이어진다.

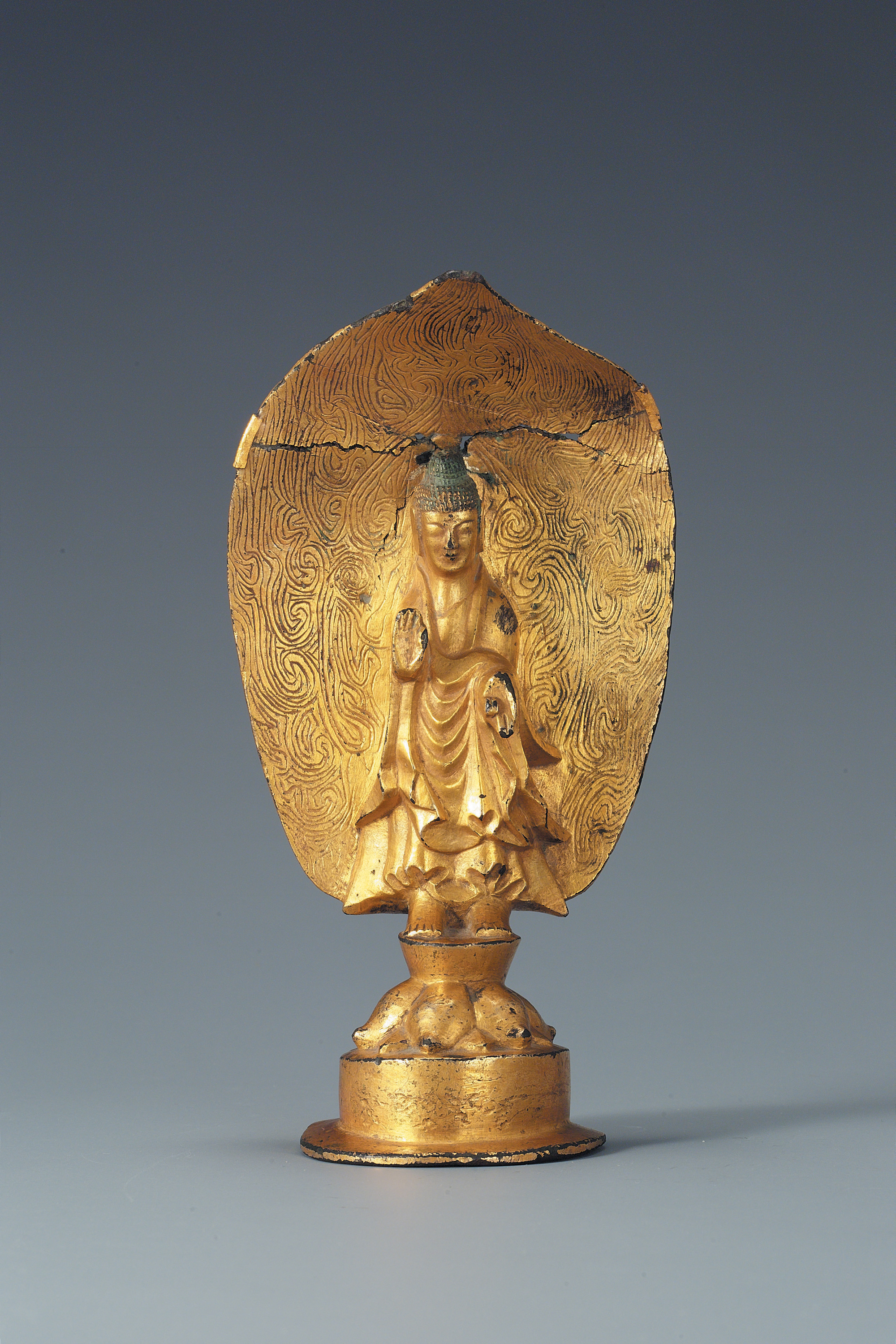
연가7년명 금동여래입상 (국보 119호)
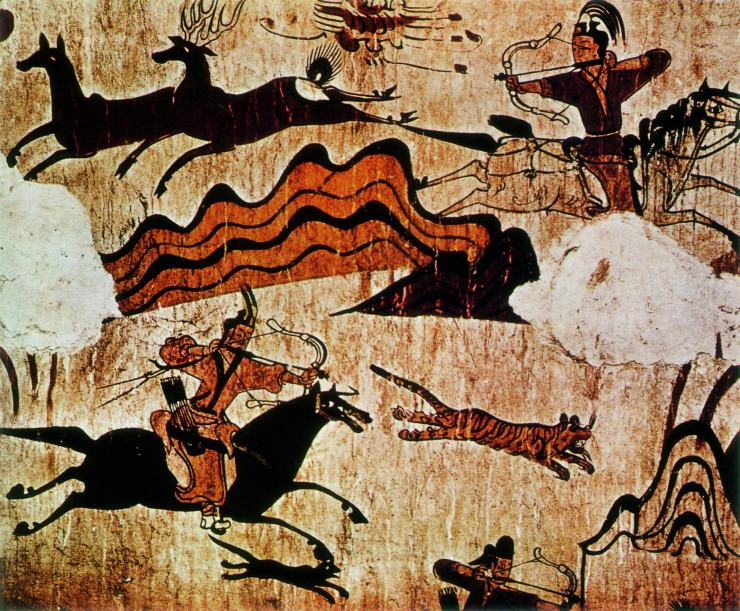
무용총 수렵도
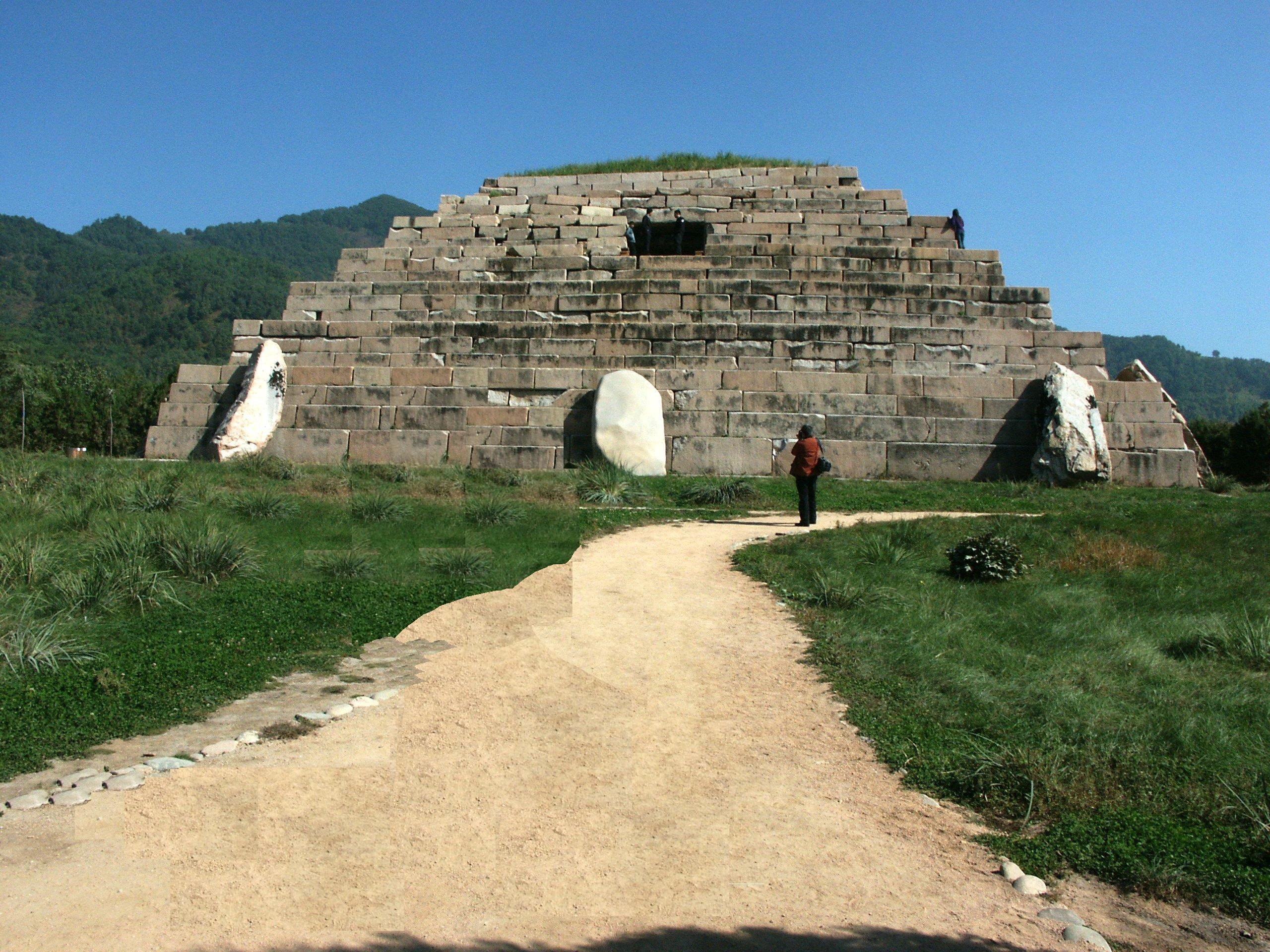
장군총

## 신라

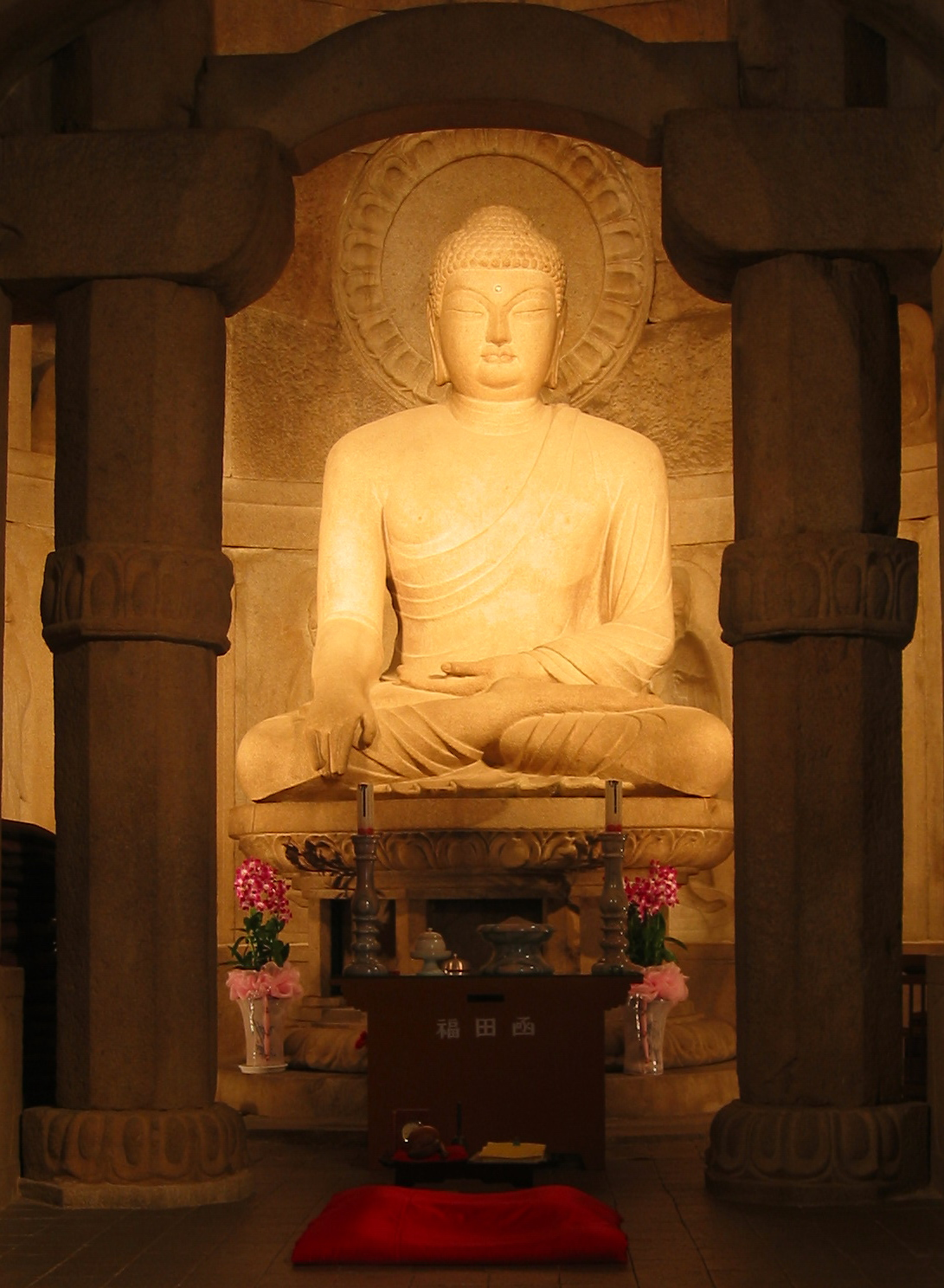
신라의 석굴암

신라(新羅)는 고구려, 백제와 함께 삼국 시대의 삼국 중 하나로, 현재의 한반도 동남부 일대를 약 1000여 년 동안 지배하고 있던 국가이다. 국호 신라에는 왕의 덕업이 날로 새로워져서 사방을 망라한다는 의미를 담고 있다. 신라(新羅)는 경주 지역에서 기원전 57년 경에 건국되었다. 신라는 삼국 중 가장 먼저 세워졌지만 국가의 틀을 세우는 데는 가장 늦었다. 그러나 6세기 경 진흥왕 대에 이르러 전성기를 맞으며 7세기경 한강 유역을 차지하고 나·당 연합을 결성하여 660년 백제를 멸망시키고, 668년 고구려가 당나라에 의해 멸망하면서 한강 이북의 일부와 한강 이남 전역을 차지하여 삼국 통일을 달성하게 되었다. 669년 발해가 세워짐과 함께 남북국 시대의 남쪽 축이 되었다. 그러나 말기에 이르러 왕과 귀족이 사치스러운 생활을 하고 정치를 제대로 돌보지 않아 곳곳에서 반란이 일어나 892년 견훤이 후백제를, 901년 궁예가 태봉(처음 이름은 후고구려)을 세움과 함께 후삼국 시대가 시작, 양국의 공세에 버티지 못한 신라 경순왕은 935년 고려의 왕건에게 항복하니 56대 992년 만에 멸망했다.
신라사는 크게 상대, 중대, 하대로 나뉘는데, 상대는 박혁거세 거서간부터 진덕여왕까지의 28대 771년으로, 건국 이후 부족국가에서 고대국가로의 발전 및 팽창으로 고구려, 백제와 양립하던 시기이다. 중대는 태종 무열왕부터 혜공왕까지의 8대 127년으로, 백제, 고구려 멸망 및 그 직후의 신라문화의 황금기이다. 하대는 선덕왕부터 경순왕까지의 20대 156년으로, 계속된 평화와 왕위 계승권 싸움으로 혼란해져 기울어간 시기이다. 신라의 왕은 박씨, 석씨, 김씨가 번갈아 가며 왕이 되었다. 신라는 법흥왕 때 불교를 받아들여 왕권 강화와 국민의 단결을 꾀하였으며 섬세하고 화려한 불교 유적과 유물들을 남겼다.

## 가야
가야(伽倻 혹은 加耶, 伽耶)는 가락(駕洛, 加洛), 가라(加羅, 伽羅, 迦羅), 가량(加良), 구야(狗耶)라고도 하며, 삼국시대 대부분 동안 한반도 남부에 위치해 있던 부족국가의 연맹체였다. 동쪽으로 신라, 서쪽으로 백제를 접하고 있었다.
2~3세기경에 김해 등지에 있던 금관가야를 중심으로 대가야, 성산가야, 아라가야, 고령가야, 소가야의 5개국이 합쳐져 전기 가야 연맹이 성립되었으나 고구려의 공격으로 인해 금관가야가 큰 피해를 입자 5~6세기 경 피해를 거의 입지 않은 대가야를 중심으로 후기 가야 연맹이 만들어진다.
그러나 이 역시 신라와 백제의 사이에서 위협을 받으며 서서히 무너져가 결국 562년 멸망한다. 삼국과 달리 제대로 된 국가가 만들어지지 못하고 부족국가의 연맹으로 전락한 것이 멸망의 원인으로 지적되고 있다. 가야는 김해 지방에서 생산되는 질 좋은 철을 바탕으로 국력을 키웠으며 왜 등지와 교역을 하기도 했다. 가야의 철기 문화는 뛰어난 수준으로 평가된다.

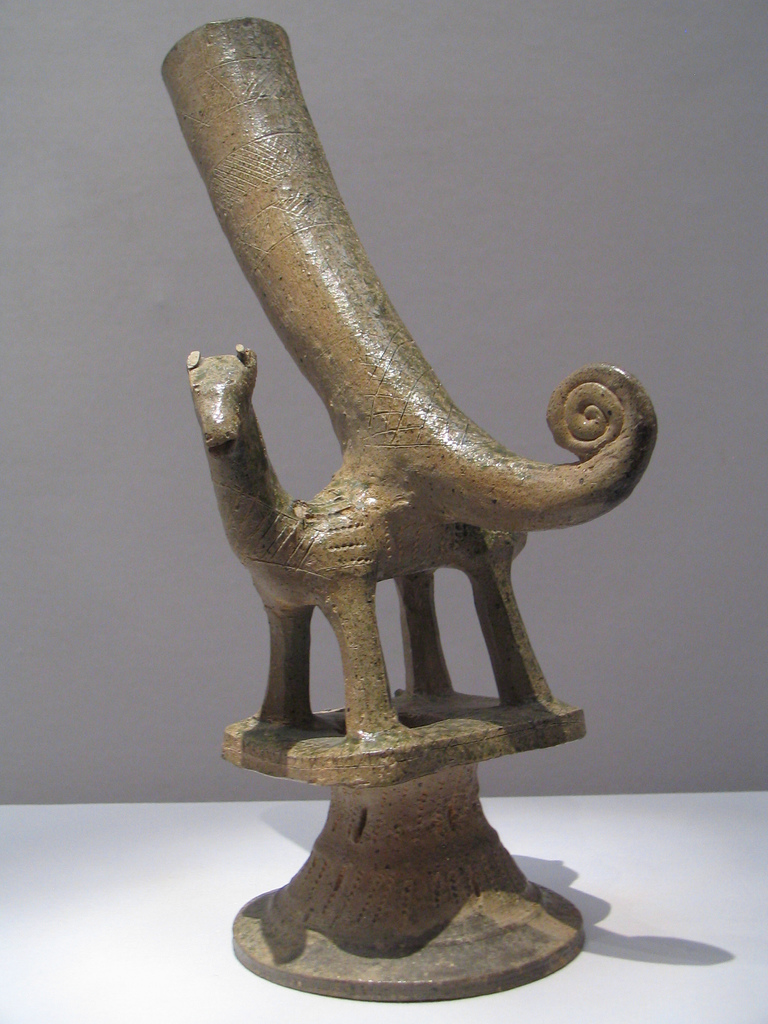
뿔모양 잔. 실크로드를 통해 페르시아 문화의 영향을 받았다.
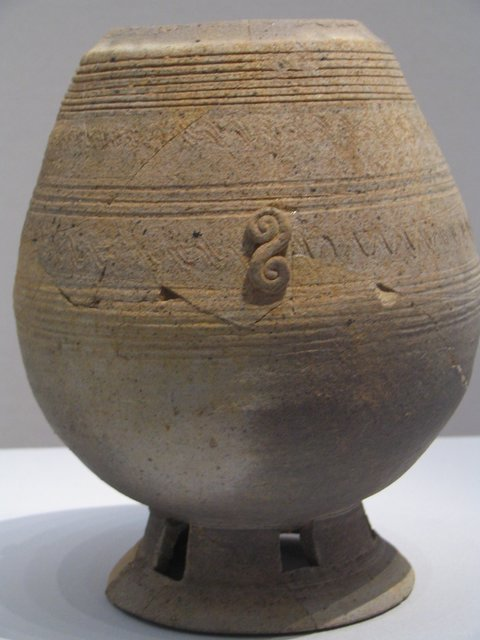
가야 토기.
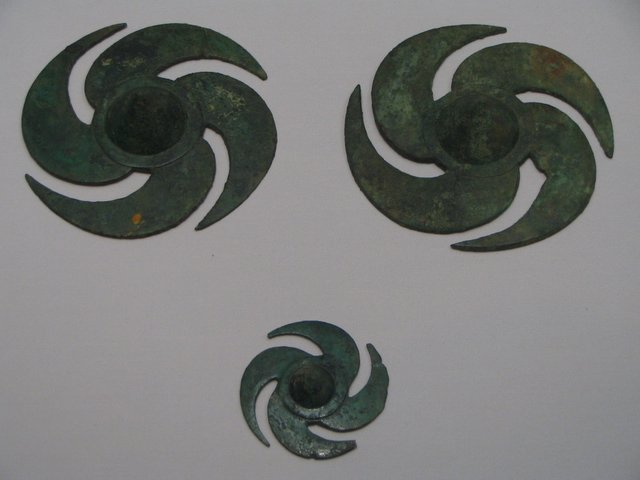
김해 대성동에서 발굴된 방패 장신구.
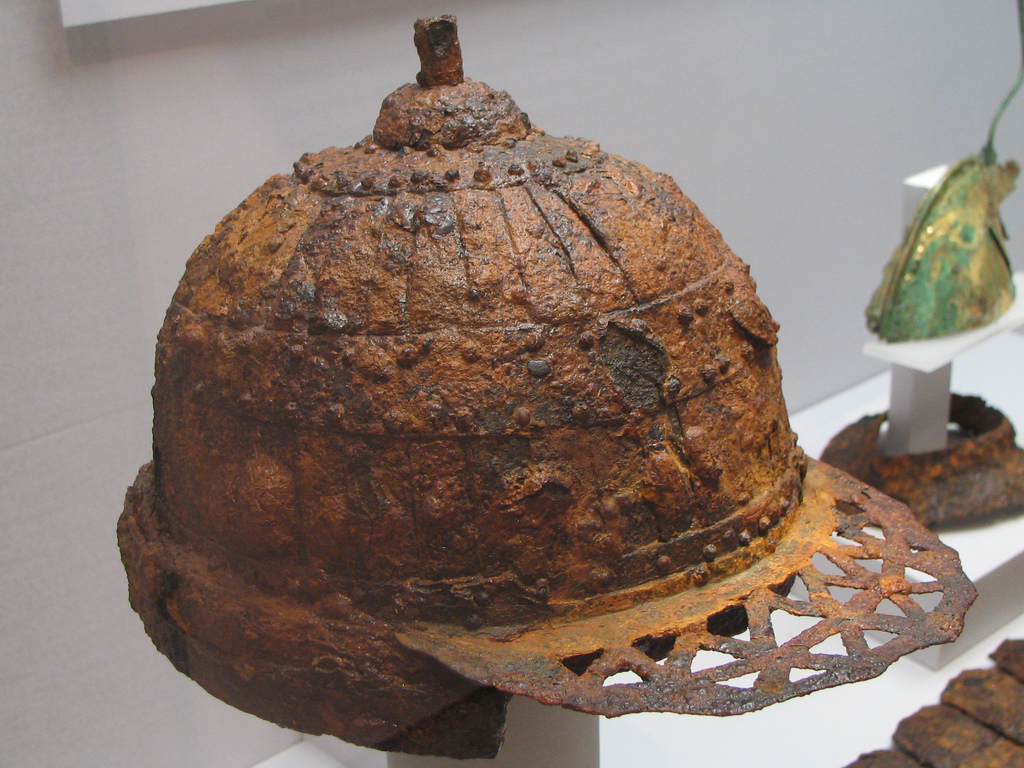
낙동강 유역에서 발견된 철제 투구.
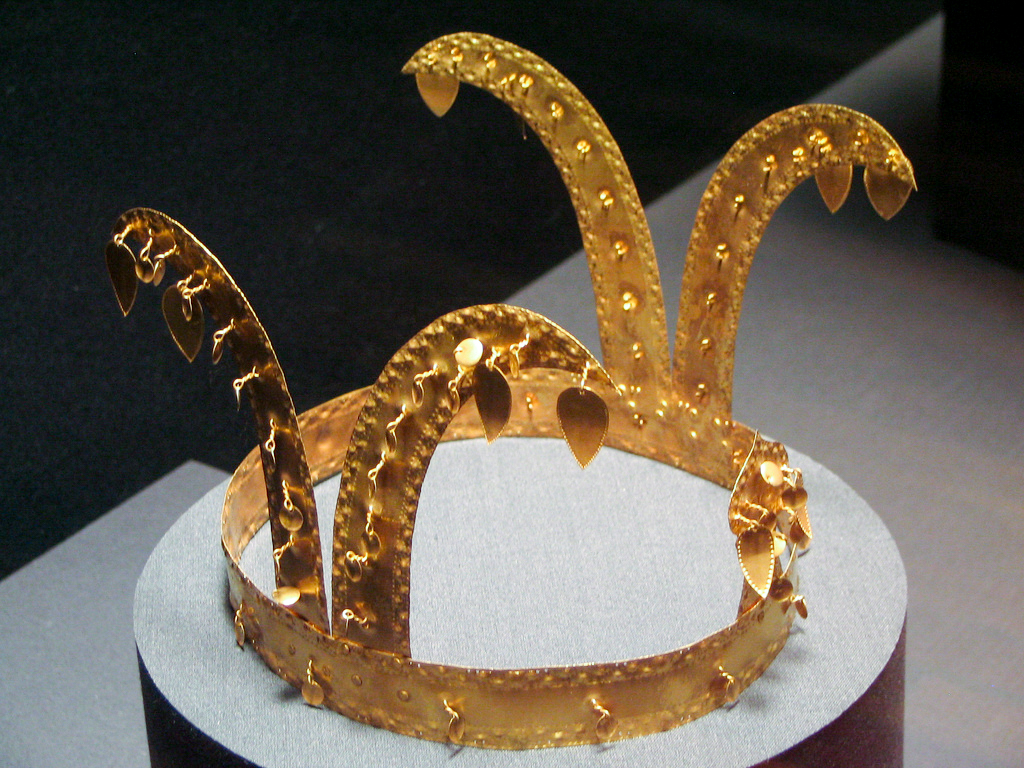
가야 금관.
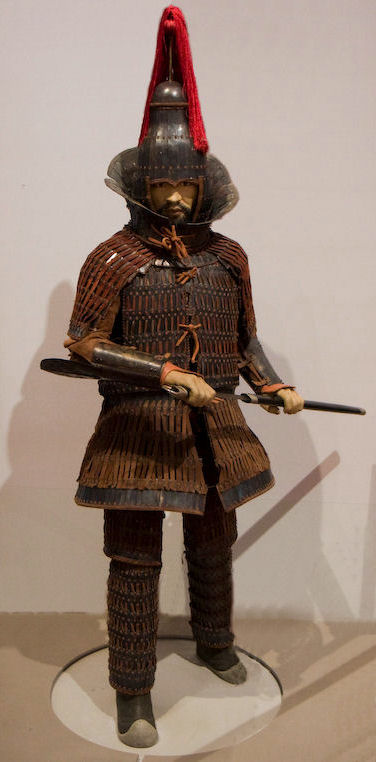
가야 병사가 무장한 모습을 재현한 모습.

## 백제
백제(百濟)는 서기전 18년 온조에 의해 하남 위례성에 건국되었다. 삼국지에는 백제가 마한의 일부였다고 한다. 백제는 3세기 경 충청도, 전라도 일부 지역으로 세력을 확장해 나갔다. 또한 북쪽으로의 진출은 고구려와 중국 군현 사이의 영토적 분쟁을 일으키기도 하였다.
4세기 근초고왕 때는 마한 대부분을 병합하여 전라도 지역 대부분을 영토로 하였으며 북쪽으로 고구려의 평양을 공격하여 고국원왕을 전사시키기도 하는 등 전성기를 이루었다. 일부 학자들은 이 시기 백제가 중국의 요서 지방, 일본의 규슈 등에 진출하였다고 주장하기도 한다. 그러나 이후 고구려와 신라에게 한강 유역을 빼앗기는 등 수난을 맞았다. 성왕은 신라와 동맹을 맺고 고구려를 협공하여 한강 유역을 되찾았으나 신라의 배신으로 모두 허사가 되고 결국 관산성에서 전사했다.
그 후 백제는 부흥을 위해 노력했으나 660년에 신라와 당나라의 연합 공격을 받고 수도 사비성이 함락되며 멸망하였다. 백제의 문화는 대체로 세련되고 섬세한 것이 특징으로, 이러한 백제의 문화는 왜 등지에 많은 영향을 미쳤다.

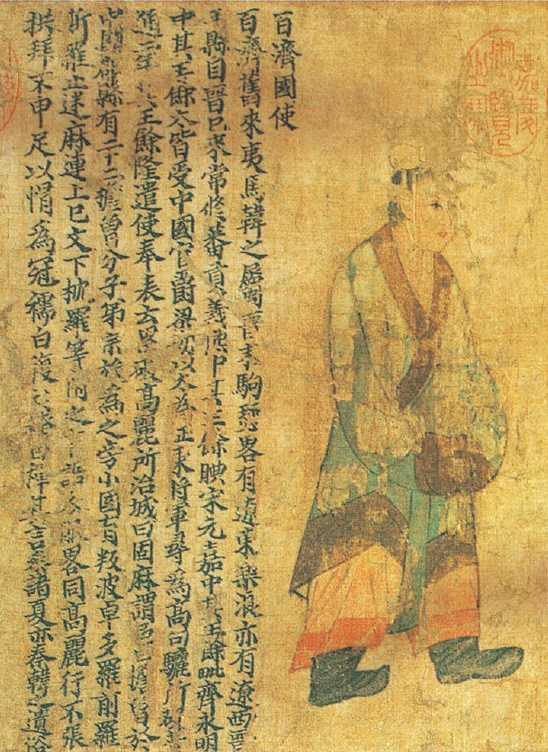
<양직공도>에 나오는 백제 사신의 모습
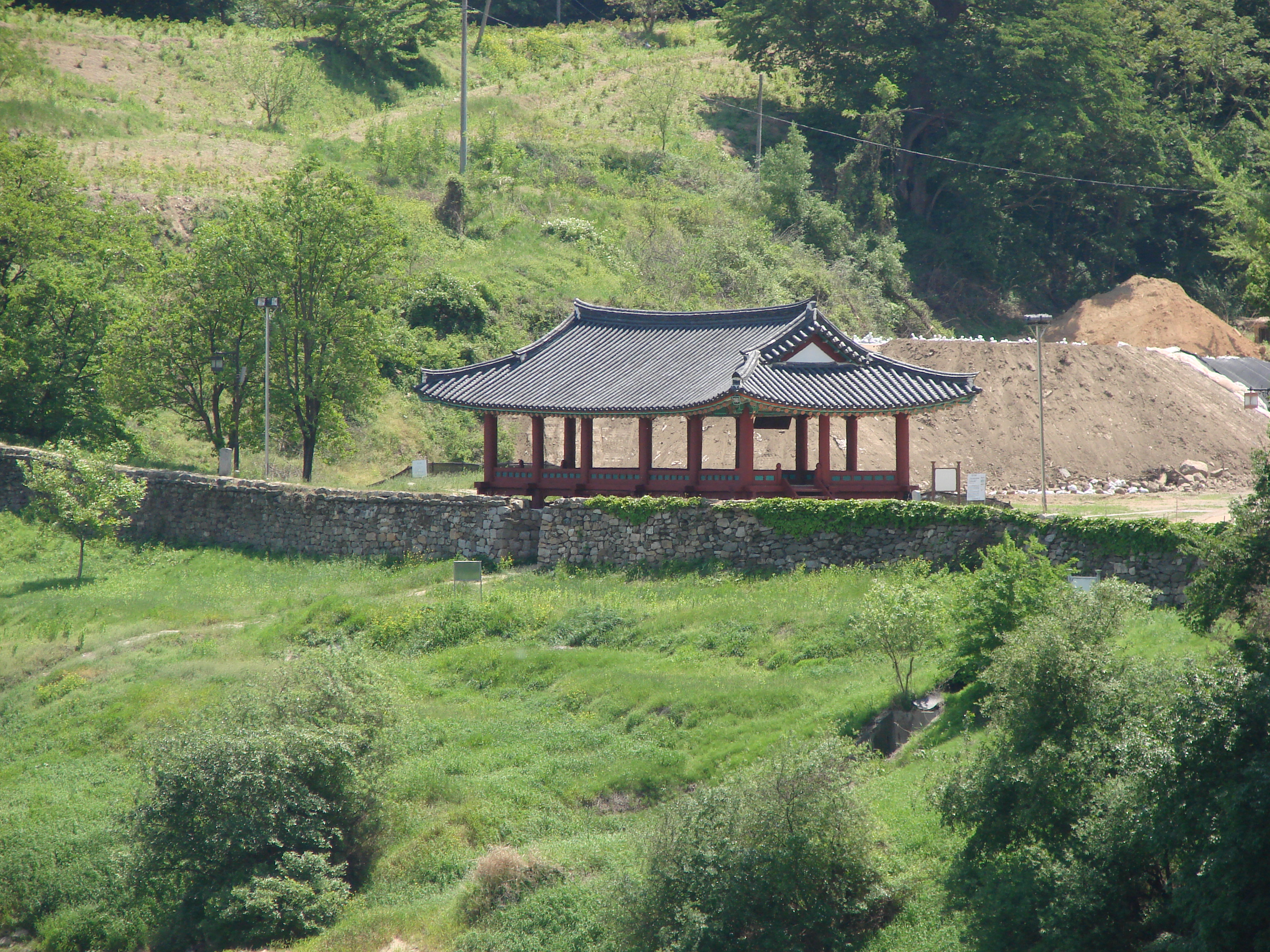
백제의 두번째 도읍지인 웅진, 공산성
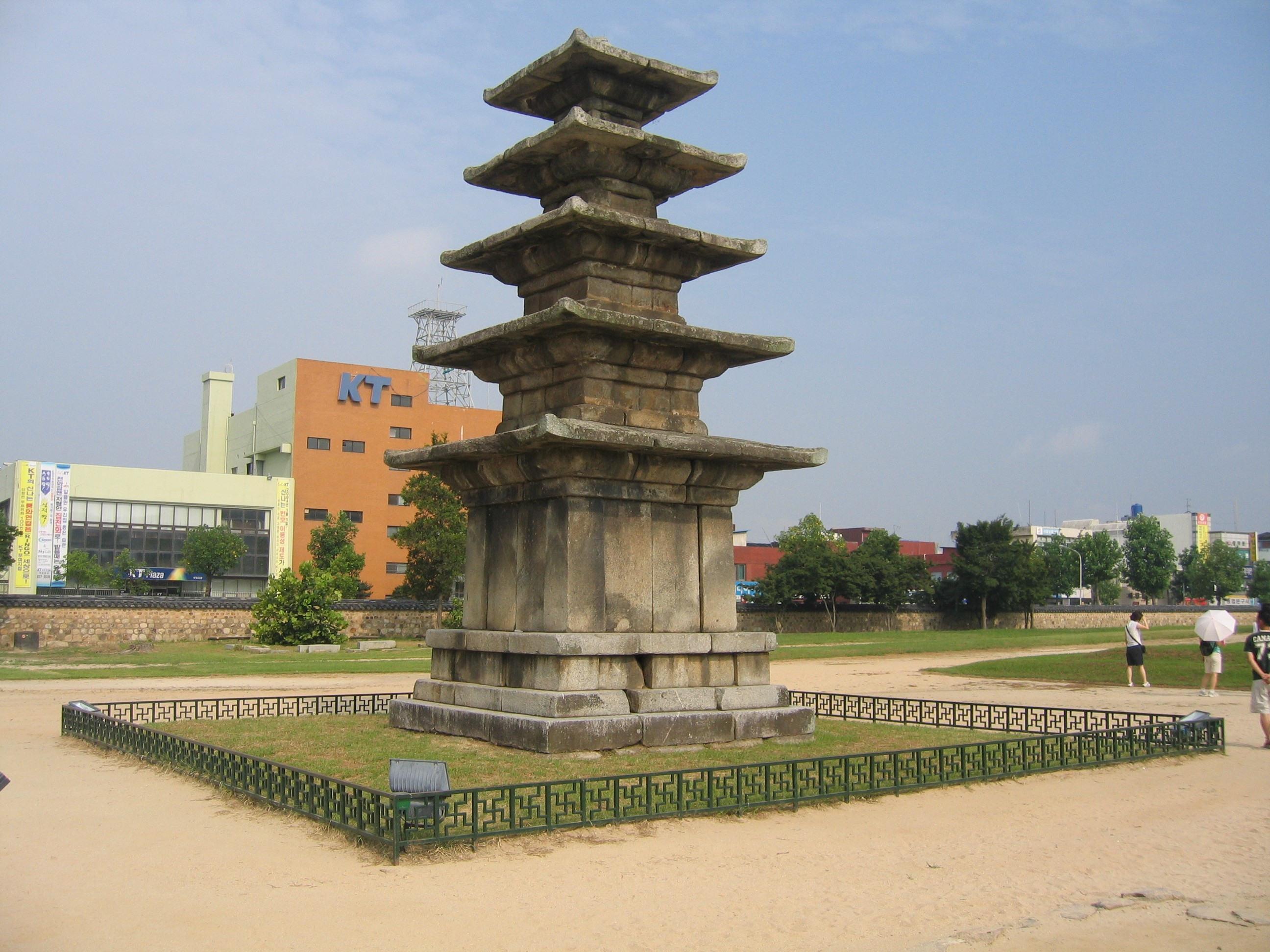
정림사지 오층석탑
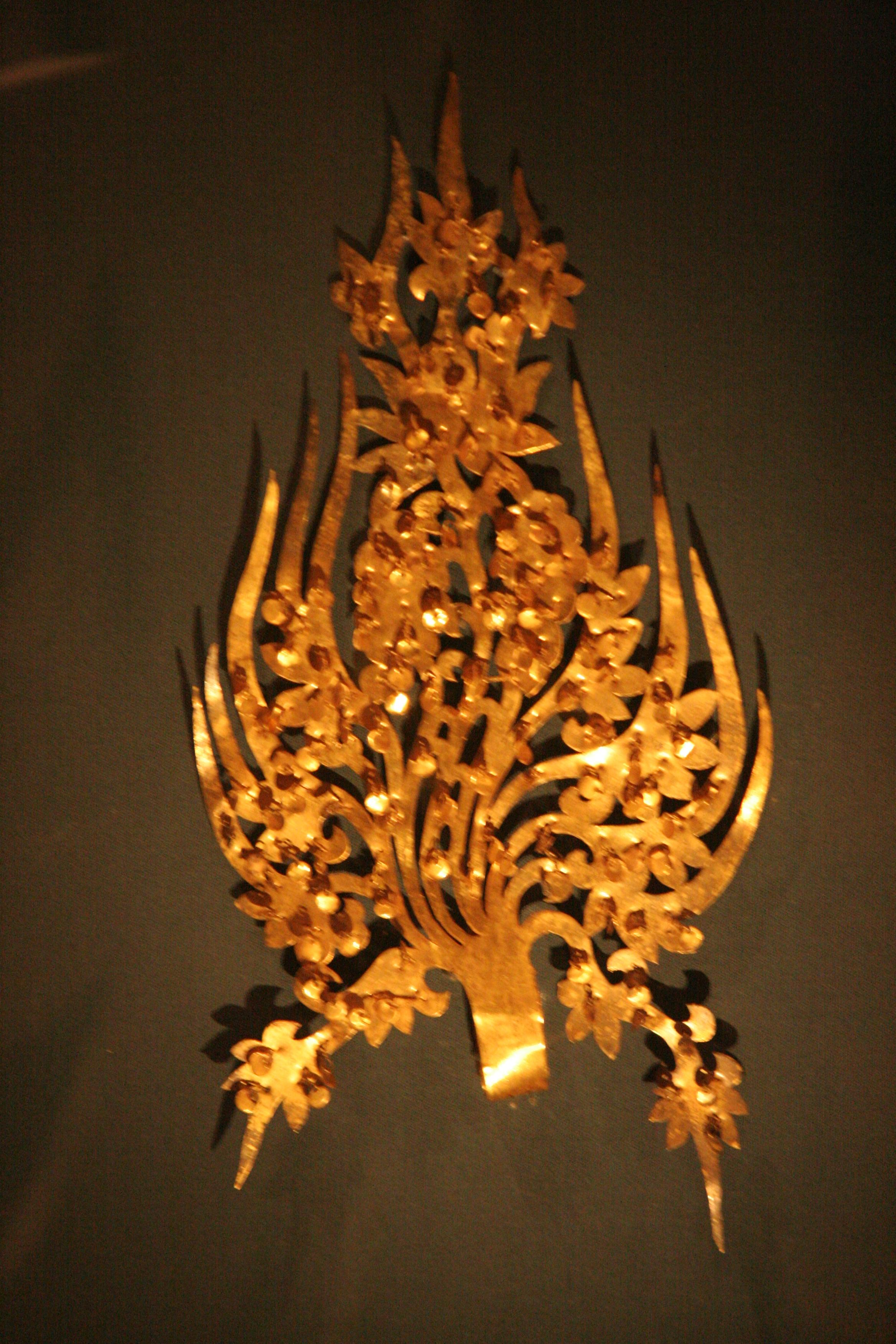
백제의 왕관 장식
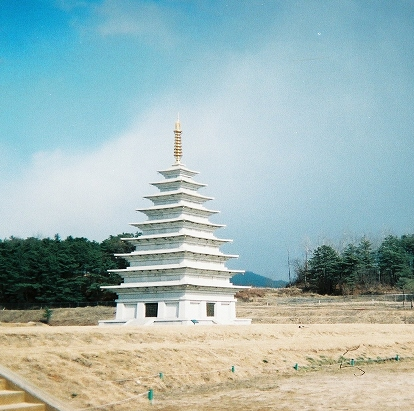
복원한 미륵사지 동탑

## 역사적 기록
- 기원전 57년 신라가 소백산맥 남동쪽에, 고구려가 기원전 37년 압록강 유역에 세워졌다. 기원전 18년 백제는 고구려 추모성왕의 아들 온조가 한강 유역을 중심으로 세웠으며 가야는 낙동강 중하류 유역에서 수로가 세웠다.

- 주변국들로는 부여, 옥저, 동예, 우산국, 탐라국 등이 있었다.

- 신라는 당과 연합하여 660년 백제를, 668년에는 고구려를 멸망시킴으로써 삼국 시대는 끝나고, 얼마 후 발해와 신라로 이루어진 남북국시대가 왔다.

- 이때를 기술한 역사서로 삼국사기와 삼국유사, 삼국사절요가 있다.

## 삼국의 정치 구조

### 부체제의 구조
삼국은 고조선 사회의 외곽에서 각기 독자적으로 성립하였고, 4세기 중반 이후 서로 국경을 접하게 되기 전까지는 상당 기간 상호 깊은 교섭이 없이 발전해 나갔다. 그에 따라 삼국의 정치 조직에는 각각 개성적인 면모를 보여주는 상이함이 상당히 존재하였다. 그러한 가운데서도 삼국 초기의 정치 조직에서는 당대의 역사적 조건으로 인한 일정한 공통성을 찾아볼 수 있다. 바로 부체제(部體制)가 그것이다.
고구려의 5부, 신라의 6부, 백제의 부여·고구려계 이주민 집단으로 구성된 부 등은 원래 부족이나 소국의 성격을 지닌 단위 정치체였다. 이들은 삼국 성립기에 연맹체를 형성하여 삼국 건국의 주체가 되었다. 삼국이 팽창해 나감에 따라 여타 피정복 지역의 지배층 일부가 이
삼국 초기 각부는 중앙 정부에게 대외적인 외교·군사·무역권 등은 빼앗겼으나, 부 내부의 일에 대해서는 상당한 자치권을 행사하였다. 3세기 전반까지도 고구려에서는 소노부가 자체의 종묘와 사직, 즉 조상신과 토지신 및 지역 수호신 등에 제사를 지내는 등 상당한 독자성을 유지하고 있었음은 이 같은 점을 말해준다. 또한 부 내부에도 부의 통제를 받으면서 일정하게 자치권을 행사하는, ‘부내부(部內部)’라고 부를 수 있는 작은 하위 집단이 존재하였다. 고구려의 경우 연나부(椽那部) 내에 그러한 집단이 네 개 존재하였고, 신라의 한지부(韓岐部) 내에서도 그러한 집단의 존재를 확인할 수 있다.
각부의 주민은 귀족에서 빈민에 이르기까지 계급적으로 분화되어 있었으나, 삼국의 국가 구조 내에서 볼 때 여타 피복속 지역의 주민에 비해 우월한 지위를 점하였다. 신라에서는 이러한 점이 상대적으로 늦게까지 남아 있어서, 삼국 후기까지도 관등제의 운영에서 원칙적으로 6부의 민(民)에게는 경위(京位)가 주어졌고, 지방민에게는 외위(外位)만 주어졌다. 중앙 관직과 지방관의 자리는 경위를 지닌 자만이 임명되었다.
한편 삼국 초기에 흡수된 피정복 지역의 주민은 병합될 당시의 소국 또는 읍락 단위로 각각 중앙 정부에 복속되었다. 이들은 자치를 행하며 중앙 정부에 공납을 하고 군사적으로 협력하였다. 각각의 읍과 촌락이 삼국의 통치 구조 내에서 차지하던 위치가 그에 예속된 정도는 다양한 양상을 띠었는데, 복속될 당시의 상황과 세력 정도에 따라 일부는 5부나 6부의 동맹 세력으로, 다른 일부는 집단 예민으로 편제되었다. 피정복민을 집단별로 예속시킨 것은 중앙 정부의 지배력이 촌락 내부에까지 미칠 수 없었기 때문이며, 이는 당시까지 촌락의 공동체적인 유제가 잔존하여 사회의 기층에 작용하고 있었기 때문이다.
이렇듯 삼국 초기 통치 구조의 기본적인 틀은 자치적인 여러 집단을 누층적(累層的)으로 통합하여 지배·예속 관계화한 것이었다. 구체적으로 6부가 중앙 집단이 되고 복속된 지역의 읍과 촌락들이 그에 예속되어 있으며, 각부는 다시 중앙 왕실에 복속된 형태였다.
당시 각부의 귀족들은 자신의 관원을 두었으며 상당한 자치력을 지닌 세력 기반을 가지고 있었다. 왕은 초월적인 권력자라기보다는, 그러한 귀족 가운데 대표적으로 유력한 존재였다. 그런 만큼 왕국의 중대사를 결정하고, 각부에 대한 통합력과 국가의 동원력을 최대화하는 데는, 각부의 귀족으로 구성된 회의체가 중요한 권능을 지녔다. 때로는 이 귀족회의에서 왕을 폐위하고 새로운 왕을 옹립하는 일을 결정하는 경우도 있었다. 귀족회의는 그 뒤 왕권의 강대화에 따라 그 권능이 약화되었으나, 삼국 말기까지 존속하였다.

### 중앙집권적 영역국가 체제
삼국 초기의 정치 구조는 삼국이 성장해 감에 따라 변모하였다. 삼국 초기의 대내적인 정치정세는 부의 자치력과 왕실의 통제력, 중앙 정부의 집권력과 복속된 각 지역 집단의 자치력 간의 상호관계 속에서 전개되었다.
그것은 점차 왕권과 중앙 집권력이 강화되는 방향으로 진전되었다. 이는 철제 농기구의 광범위한 보급과 그 효율성의 개선, 수리 시설의 확충, 우경의 보급 등에 따른 생산력의 증대와 정복 전쟁으로 말미암은 사회분화의 진전으로, 각 집단의 자치력을 뒷받침하던 공동체적인 관계가 해체되고 지역 간 발전의 불균등성이 완화되는 등의 사회적 변화와 함께 진행되었다. 이에 따라 삼국은 기존의 집단별 상하관계를 일원적인 지배질서로 전환해 나가기 위해 관등제를 정비하고 관직 체계를 확충해 갔다.
삼국 초기 각부는 자체의 관원이 있었다. 이들은 같은 위계의 왕실 관원보다 하위에 놓였다. 그래서 각부가 분립하는 가운데서도 왕실을 중심으로 통합적인 상하 질서가 형성되었다. 그런데 각부의 자치력이 소멸되어 감에 따라 각부의 관원은 왕권하의 일원적인 관등체계에 흡수되었다. 각부의 귀족도 이 관등제에 따라 편제되었다. 그 완성된 체계가 고구려의 14등 관등제, 백제의 16등 관등제, 신라의 17등 관등제였다.
나아가 관료 조직이 확충되고 관직 체계가 분화되어 갔다. 그중 백제는 6좌평제(六佐平制)와 22관부(二十二官部)가 있어 세련된 면모를 보였으며, 신라에서는 6세기 초 이후 병부(兵部)를 위시한 각종 관서가 만들어졌다. 이 관등제와 관직 체계의 운영은 신분제에 따라 일정한 규제를 받았다. 출신 신분에 따라 일정한 관등까지만 승진할 수 있었고, 동일한 관직일지라도 신분에 따라 취임할 수 있는 관등에 차이가 있었다. 신라의 골품제(骨品制)는 그 두드러진 예로서, 진골(眞骨) 귀족이 주요 관서의 장을 독점하여 배타적인 우월성을 과시하였다.
또한 삼국은 피정복 지역의 주요 거점에 군대를 주둔시키고, 크고 작은 성(城)을 단위로 지방관을 파견해 중앙 집권화를 도모해나갔다. 몇 개의 자연촌락으로 구성된 행정촌이 기본적인 말단 행정단위가 되었으며, 다시 수개의 행정촌의 묶인 상위 행정단위가 설치되었다.
이러한 지방 행정 제도의 정비는 곧 그 지역의 주민과 토지에 대한 지배권을 중앙 정부가 장악해 감을 의미한다. 중앙 정부는 지배영역 내의 주민들에게 조세를 부과하고 그들의 노동력을 징발하였다. 기존의 각 읍과 촌락의 장들은 이제 국가권력을 집행하는 존재로서 지방 지배 조직의 말단에 예속되었다. 이는 중앙의 부(部)에서 더 빨리 진행되었다. 부는 삼국 중기 이후 고구려와 백제에선 수도의 행정 구획 단위로 변하였고, 동시에 부에 적(籍)을 둔 귀족의 편제단위로서의 기능도 갖게 되었다. 신라의 경우도 6세기가 지나면서 이와 같이 바뀌어갔다.
한편 중앙 집권적인 영역 국가 체제가 됨에 따라, 강화된 국가권력을 매개로 지역 간의 연계성이 깊어졌고, 인적·물적 교류가 활발히 이루어졌다. 이에 따라 각국의 영역 내에 포함된 여러 종족 집단 간의 상호융합이 진전되었다. 예컨대 토기의 경우를 보면, 삼국 초기에는 영토 내의 여러 지역에서 각기 개성적인 면을 지닌 토기가 생산되었는데, 삼국 후기에 접어들면서 각국 영역 내의 토기는 질과 양식에서 일정하게 균질화되어 가는 면을 보였다. 특히 신라 토기의 경우 이러한 면이 현저하였다. 이는 수공업에 종사하던 장인(匠人) 및 그 생산품의 수급(需給)에 대한 국가의 통제와 관련이 있다고 여겨진다. 무덤 양식에서도 굴식 돌방무덤이 일반화되어 갔다. 또한 불교의 수용에 따라, 각 집단이 지니고 있던 고유한 신앙과 의식(儀式)이 보편성을 지닌 종교의 호수(湖水)로 귀합되어 갔다. 나아가 삼국간의 교류와 주민 이주, 전쟁과 영역 변동 등에 따라 삼국 주민의 존재 양태도 동질화되어 갔다. 삼국 후기에는 삼국 주민의 풍속·의복·문물이 같았음을 당시 중국인의 기록에서 확인할 수 있다.

## 정치와 사회
삼국의 정치는 기본적으로 중앙집권체제를 토대로 한 전제왕권 또는 귀족정치였다. 고구려는 5부족 연맹체로 시작하여 태조왕 이후 중앙집권체제를 갖추었다. 백제는 마한의 작은 소국에서 발전하여 3세기 고이왕 때 중앙집권국가의 틀을 갖추게 되었다. 신라는 이보다 늦은 시기에 중앙집권화되었으며, 귀족회의는 각각 고구려의 제가회의, 백제의 정사암 회의, 신라의 화백 회의이다.

### 초기
고구려·백제·신라의 사회 발전은 각각 그 시기와 양상을 달리 한다. 삼국은 아직 국가로서의 체제를 완비하지 못하고 있었지만 점차 부족 연맹체적인 사회를 넘어서 고대국가의 체제로 변모해 갔다. 부족 연맹체의 사회에서 각 부족은 어느 정도 독립성을 유지하였으나, 지배층이 형성되고 왕권이 점차 세습화되자 부족 세력은 왕권에 흡수되었다.
또한 대륙과의 빈번한 접촉과 충돌을 통해서 한(漢)의 정치 조직 형태를 받아들여 족적(族的) 기반 위에서 새로운 지배 체제를 구축해 갔다.
특히 대륙과 직접 접촉할 수 있었던 고구려는 일찍이 그 사회 체제를 갖추어 갔다. 즉, 1세기 초 고구려는 왕호(王號)를 칭할 정도로 발전하고, 부족을 일종의 전사단적(戰士團的) 조직으로 개편하였다. 고구려는 5부족 연맹체로 시작하여 태조왕 때쯤에는 연맹 세력의 확대에 따라 계루부의 족장이 지배권을 장악하였다. 그러나 아직 부족 세력은 잔존하면서 왕권을 견제, 제한하였다.
고구려의 사회 구조는 수차의 대외적인 정복 전쟁 과정에서 점차 중앙집권 체제로 개편되었고, 그 후 4세기에 이르러서는 고대 국가로서의 관료 체제와 신분 체제를 갖추었다. 이러한 추이(趨移)는 사회·경제적인 면에서도 마찬가지여서 194년에는 진대법(賑貸法)이 실시되어, 일종의 구휼 기관 성격을 띠기도 한다.
한편 백제의 사회는 원래 마한의 여러 부족의 족제 조직(族制組織)이 통합된 기반을 갖추지 못한 채 남하한 부여족에 의하여 지배권이 확립되고 왕권이 세습 강화되어 가서, 그 전통적인 사회의 유대가 견고하지 못하였다. 백제는 도리어 북부의 한의 군현이나 고구려의 압력과 영향을 받는 가운데 지배 기구도 갖추어졌으며, 그 영역의 편제에 있어서 토착 사회적인 흔적을 찾아볼 수가 없다.
따라서 백제의 왕실은 원래 이 지역의 부족 세력과는 관계없는 유이민(流移民)의 세력에서 유래되었으며, 왕권을 유지하는 세력은 흔히 8대 성씨로 대표되는 귀족이었다. 그러나 고이왕 때부터는 6좌평(六佐平)을 두어 직무를 분장케 하여 중앙집권국가의 틀을 갖추게 되었다. 관등은 16등급으로 분화·발전되었다.
신라는 경주를 중심으로 한 여섯 씨족의 기반에서 점차 부족 연맹을 형성하였다.
그 시조 설화가 복잡하고 박·석·김 3성(姓) 시조로 나타나는 것과 같이, 신라 사회는 다원적(多元的)인 사회였으며 후진성을 탈피하지 못하였다. 씨족 기반인 6촌이 부족 연맹체를 형성해 가는 과정에서 6부로 개편되고, 세력의 확대에 따라 족장의 칭호도 점차 변하였으며 그 세력도 강화되었다. 그러나 이러한 여러 변화는 원시사회의 유풍을 존속시키면서 이에 새로운 형태를 가미해 간 듯하다.
한편 가야 사회에 대해서는 사료가 거의 없어서 가야가 어떠한 사회 형태를 유지하였는지는 알 수 없으나, 다른 부족 연맹체 사회와 거의 흡사한 것이었으리라 짐작된다.
다른 한편 한국 고대 사회의 여명이라 할 수 있는 이 시대의 사회에는 원시 공동체적인 요소가 점차 해체되고 족장 세력을 중심으로 토지의 사유화가 나타났으며, 신분 체제도 점차 정비되기 시작하였고, 또한 수취 체제는 고대 사회로의 전이(轉移) 과정 속에서 강조되었으리라 생각된다.

### 중기
삼국은 모두 여러 차례의 진통을 겪으면서 부족 연맹체적인 사회 조직을 청산하고 고대 국가로서의 체제를 갖추어 갔다. 부족 연맹체의 맹주는 전제적인 왕권으로 전환·강화되어 왕권의 확립, 왕위의 부자 상속제가 이루어지고, 율령격식(律令格式)이 반포되어 중앙집권적인 지배 체제가 확립되었다. 원래의 대소 부족장은 그들의 독립성을 상실하고 중앙과 지방의 관료 조직 속에 흡수되어 귀족화의 길을 밟게 되었다.
고구려의 귀족 제도에 대해서는 잘 알 수 없으나, 수상인 대대로에 임명될 수 있고, 또 이를 선거할 수 있는 일정한 신분층이 있었던 것 같다. 또 그 밑으로 여러 신분층이 갈려지고, 다른 신분 사이에서는 관직의 임명·결혼 등에 한계가 있었던 것 같다.
백제에는 사씨(沙氏)·연씨(燕氏)·협씨(劦氏)·해씨(解氏)·진씨(眞氏)·국씨(國氏)·목씨(木氏)·백씨(苩氏) 등 여덟 성이 있어 백제 지배층의 중심적 위치를 차지하고 있었던 것 같다.
이 시대의 귀족 사회의 실태를 가장 잘 나타내 주는 것은 신라의 골품 제도(骨品制度)이다. 골품에는 성골(聖骨)·진골(眞骨), 6두품(六頭品)·5두품(五頭品)·4두품(四頭品) 등이 있었으며, 진골 중에서는 고구려의 고추가와 비슷한 갈문왕이란 것이 있었다.
삼국은 과거의 다원적인 조직을 청산하고 왕을 중심으로 한 일원화된 관등 체계(官等體系)를 가지고 있었다. 고구려의 12관등(官等), 백제의 16관등, 신라의 17관등이 대개 이때 형성되었다. 관직은 신분에 따라 한계가 있었다. 고구려의 경우에는 관부(官府)에 대한 기록이 없으나 백제는 처음의 6좌평(六佐平)에서 사비 시대의 22부(部)에 이르러 비교적 정비된 관부들이 이 기록에 나타난다. 신라에 있어서는 필요에 따라 병부(兵部)·창부(倉部) 등의 관부가 생겨나서 국무(國務)를 관장했다.
삼국의 정치는 대개 합좌 제도(合坐制度)로써 행해졌다. 고구려에서는 수상인 대대로(大對盧)의 임명을 귀족들의 선출한 결과에 따랐으며, 백제에서는 정사암(政事巖)의 고사(故事) 같은 것을 미루어 보아 역시 투표로써 재상(宰相)을 선출한 듯하다. 신라의 화백(和白)은 그 뚜렷한 형태로서 사영지(四靈地)에서 행해졌다.
중앙의 권력은 지방에까지 미쳐서 행정적인 구획이 설정되기에 이르렀다. 과거에 부족들이 웅거하던 지역에는 성(城)을 쌓고 이것을 군(郡)이라 불렀다. 그 장관을 고구려에서는 처려근지(處閭近支), 백제에서는 군장(郡將), 신라에서는 군태수(郡太守)라고 하였으나 일반적으로 성주(城主)라 했다. 뒤에는 여러 성을 통괄하는 행정 구획이 생겼는데, 이것이 고구려의 5부(部)였고, 백제의 5방이었으며, 신라의 여러 주(州)였다. 그리고 중앙 귀족의 근거지인 서울은 고구려와 백제에서는 모두 5부로, 신라에서는 6부로 나누는 특별한 행정 구획을 갖고 있었다.
부족 연맹 시대의 군대는 부족 단위로 조직된 부족군의 연맹체였을 것이다. 그러나 고대 국가의 발전은 이러한 연맹군을 해체시키고 국왕의 지휘하에 놓인 전국적인 군대를 편성시켰다. 이런 의미에서 왕은 곧 전국의 최고 군사령관이었고, 중앙 귀족들이 모두 장군이 되었다. 신라의 당(幢)은 이러한 부대 조직이었던 것 같다.
이러한 귀족군의 보충을 목적으로 하는 청년 단체가 고구려의 경당(扃堂)이며, 신라의 화랑도(花郞道)였다. 이 두 조직은 모두 미성년 집단이라는 공동체적인 유제를 이용하였다는 데에 공통적 특색이 있다. 그들은 모두 국가가 필요로 하는 도의를 연마했다. 경당에 모인 청년들은 경전(經典)을 읽었으며, 화랑도는 원광(圓光)이 가르쳤다는 세속오계(世俗五戒)를 믿었다. 그리고 평상시는 명산대천을 찾아다니며 수양했으나 유사시에는 국가를 위한 전열에 참가했다.
한편 삼국은 모두 지방 군대를 조직하고 있었다. 지방의 행정 조직은 곧 군사 조직이기도 했다. 성에는 일정한 수의 군대가 주둔하고, 성주는 곧 지휘관이었다.
고대 국가의 성장에 따라 전국의 모든 토지는 왕토(王土)요, 모든 주민은 신민(臣民)이라는 사상이 나오게 되었다. 그러나 전쟁에 공이 있는 장군들에게는 식읍(食邑)이나 녹읍(祿邑)과 같은 명목으로 많은 토지와 포로들이 분배되었으며, 그 결과 토지와 노예가 사유화되었다. 때로는 많은 사람들이 일정한 지방에 강제로 이동되어서 집단적인 거주를 하는 부곡(部曲)과 같은 천민집단이 있었다.
또 신분적으로 양인인 농민은 자기들의 자영지(自營地)를 경작하고 있었다. 국가는 이들을 직접 파악하고 있었으며, 조세와 역역(力役)을 부과하였다. 당시는 토지보다도 오히려 인간의 노동력에 대한 관심이 컸다. 자영농민은 때로는 용민(庸民)으로 전락하고 또 노예가 되기도 했다.

### 후기
6세기 후반에 접어들면서 삼국 간의 관계에 새로운 변화가 일어났으며, 이는 대륙의 정세 변동과 연관되어 전개되었다. 551년 백제와 신라의 연합군은 왕위 계승 분쟁의 여파로 귀족 간의 내분에 시달리고 있던 고구려를 공격하여 한강 유역을 점령하였다. 한강 하류 지역은 백제가, 상류지역은 신라가 차지하였다.
고구려는 이어 북중국의 북제(北齊)의 군사적인 압력과, 유연(柔然)을 격파하고 등장한 몽골 고원의 신흥 유목민 국가인 돌궐(突厥)의 적극적인 공세에 직면하게 되었다. 이러한 안팎의 위기를 맞아, 고구려의 귀족들은 대내적으로는 그들간의 분쟁을 수습하고 귀족 연립 정권 체제를 성립시켰다. 이는 인 세력이 되었다. 이 금관가야는 5세기 초 고구려 광개토왕(廣開土王)의 낙동강 유역 원정 이후 크게 쇠약해져, 6세기 초 신라에 병합되었다. 이후 신라가 낙동강 서쪽 지역으로 세력을 확대해나가자, 가야의 소국들은 백제나 왜와 연합하여 대응하였고, 고령(高靈)의 대가야가 이 지역의 중심국이 되었다. 그런데 대가야가 554년의 전투에 패배한 후 얼마 안 있어 신라에 병탄되고, 소백산맥 동쪽의 가야지역은 신라의 영역이 되어, 가야는 완전 소멸하였다.
554년 이후 백제와 신라 간에는 해를 이은 상쟁이 지속되었다. 그리고 6세기 종반 고구려가 돌궐의 공세를 저지한 후 재차 남으로 예봉을 돌림에 따라, 고구려와 신라의 전쟁이 재개되었다. 이에 삼국은 각각 상쟁을 벌이는 상황이 되었다. 영역 국가 체제를 구축한 삼국 사이에 더 많은 토지와 인민을 확보하려는 전쟁이 계속 전개된 것이다.
삼국 간에 벌어진 장기간의 전쟁은 사회 분화를 더욱 촉진하였다. 귀족은 전쟁을 통해 빈번히 전쟁에 동원된 소농민층의 경우, 급박한 군사 정세에 따라 때로는 노약자도 징발되었으며, 복무 기간이 제대로 지켜지지 않기도 하였다. 그들은 평상시에도 노역에 동원되었다. 그러한 상황에서 고리대가 성행하였고, 일부 소농민층은 몰락해 갔다.
삼국에서 영역 국가 체제가 자리 잡아가고 사회 분화가 진전됨에 따라, 촌락의 공동체적 관계가 급속히 해체되고 지역 간의 주민교류가 활발해졌다.
지방의 유력가나 몰락한 농민의 일부는 수도로 올라와 생존과 출세를 도모하였다. 그들은 당시 잦은 전쟁에 따라 늘어난 병력 수요와 신속한 동원력의 필요에 따라 행해진 모병(募兵)에 응하기도 하였으며, 귀족의 휘하에 몸을 의탁하여 입신(立身)을 모색하기도 하였다. 유력한 귀족은 정치적·군사적 필요에 따라 이들을 적극적으로 흡수하여 세력 확대를 도모하였다.
한편 동아시아의 국제 정세는 6세기 후반 중국에서 수(隋)나라가 등장함에 따라 근본적으로 새로운 국면을 맞게 되었다. 수나라는 3백여 년간 분열되어 있던 중국을 통일하고 몽골 고원의 돌궐을 격파·복속하였다.

## 경제
기록상으로는 삼국 초기부터 화폐가 사용된 것으로 보이나 유물이 발굴된 것은 없으나, 물품화폐가 주를 이루었다고 여겨진다. 신라에서는 5세기 말과 6세기 초, 도읍인 경주에 시장을 열고 감독하는 기관을 두었다.

## 삼국의 문화 발달

### 불교와도교의 수용
삼국은 율령을 제정하고 지방제도와 중앙조직을 개편하여 왕권 강화에 힘쓰던 4세기에 불교를 수용하였다. 고구려는 중국의 전진을 통하여 소수림왕 때에 불교를 수용하였고(372년), 백제는 동진에서 침류왕 때 불교를 받아들였다(384년). 고구려를 통하여 불교가 전래된 신라는 1세기 가까운 민간전승을 거쳐 법흥왕 때 비로소 불교를 국가적으로 공인하였다(527년).
삼국은 불교를 신앙으로 널리 수용하였다. 중앙집권체제 확립과 지방세력의 통합에 힘쓰던 이 시기에 불교는 새로운 국가 정신의 확립에 기여하고 강화된 왕권을 이념적으로 뒷받침해 주는 역할을 하였다. 고구려와 백제에서는 사상적으로 불교를 이해하는 데에도 상당히 높은 수준이었다. 특히 신라에서는 불교가 왕권과 밀착되어 성행하였다. 승려가 의술을 담당하고 전통 신앙에서 신성하게 여기전 장소에 사찰을 건립하면서 불교는 점차 전통신앙의 기능을 대신하였다. 신라에서 널리 받아들인 불교의 중심 교리는 업설과 미륵불 신앙이었다. 이는 왕이 곧 부처라는 사상을 통하여 왕의 권위를 높여 주는 한편, 귀족들의 특권을 인정해 주는 일면이 있었다. 신라의 여러 왕들이 불교식 이름을 가진 것도 그 때문이다. 아울러 미륵불이 나타나 이상적인 불국토를 건설한다는 미륵불 신앙은 진흥왕 때 조직화된 화랑 제도와 밀접한 관련을 가지면서 신라 사회에 정착되었다.
삼국에는 도교도 전래되어 산천 숭배나 신성 사상과 결합하여 귀족 사회를 중심으로 환영받았다. 백제의 산수무늬 벽돌과 산수무늬 기와는 자연과 더불어 살고자 하는 생각을 담고 있으며, 백제 금동 대향로는 신선들이 사는 이상향을 형상으로 표현하였다. 고구려 고분에 그려진 사신도는 도교의 방위신을 그린 것으로 죽은 자의 사후 세계를 지켜 주리라는 믿음을 표현하고 있다.

## 같이 보기
- 대한민국의 역사
- 남북국 시대

## 참고

### 내용주
1. ↑  삼국사기의 기록에는 고구려, 백제, 신라, 가야의 건국연도에 대해 각각 기원전 37년, 기원전 18년, 기원전 57년이라고 서술하고 있다. 다만 실제 해당연도가 정확한 건국 연도인지에 대해서는 학계에서 논란이 있다.